# موهلتال
موهلتال (به آلمانی: Mühltal) یک شهر در آلمان است که در دارمشتات-دیبورگ واقع شده‌است. موهلتال ۱۳٬۹۶۰ نفر جمعیت دارد.

## خواهرخوانده
شهرهای Nemours و وینوکر خواهرخوانده‌های موهلتال هستند.